# L'Arioste
Ludovico Ariosto prononcé : [ludoˈviːko aˈrjɔsto] dit l'Arioste, né le 8 septembre 1474 à Reggio d'Émilie et mort le 6 juillet 1533 à Ferrare, est un poète italien de la Renaissance.

## Biographie
Issu d'une famille noble mais sans grandes ressources, l'Arioste reçoit une bonne éducation humaniste, mais regretta toujours de ne pas avoir appris le grec. Chargé très tôt d'assurer l'éducation de ses frères et sœurs, il ne peut se consacrer autant qu'il l'aurait souhaité aux études et à la poésie. Entré en 1504 au service du cardinal Hippolyte d'Este, il accomplit pour ce prince de nombreuses ambassades, notamment auprès du pape Jules II. Ayant refusé de suivre le prélat en Hongrie, il passe alors au service d'Alphonse d'Este, duc de Ferrare et frère du cardinal. Ce dernier lui confie comme ultime mission le gouvernement de la Garfagnana, une province rude et infestée par le brigandage. Il s'en tire avec honneur et peut enfin se retirer dans sa petite maison de Ferrare (toujours visible) entouré de l'affection de sa maîtresse et de son fils.
C'est entre ces diverses charges que l'Arioste travaille à son chef-d'œuvre, l'Orlando furioso (Roland furieux). Il s'agit d'une parodie du poème chevaleresque, et de fait, d'une suite au Roland amoureux de Matteo Maria Boiardo, son prédécesseur. Avec habileté et ironie, l'Arioste y entrelace trois grands thèmes : la guerre entre Charlemagne et les Sarrasins ; la folie de Roland, vainement amoureux de l'inconstante Angélique ; les amours et le mariage de Roger (it) et Bradamante, ancêtres imaginaires de la dynastie d'Este. Composé de 46 chants dont l'unité poétique est le huitain (stanza), mêlant le tragique au plaisant et le lyrique au romanesque, usant avec autant de liberté que de maîtrise de toute la culture européenne, d'Homère aux contemporains en passant par les romans médiévaux, le Roland furieux constitue une expérience livresque et humaine de l'Arioste, ainsi qu'une symphonie perpétuellement mouvante de personnages et d'événements qui, après l'écroulement des repères du Moyen Âge, reflète le scepticisme souriant de la Renaissance. Ses compatriotes l'ont surnommé le divin Arioste et son « ottava rima » a été appelée ottava d'oro (la huitième d'or).
L'Arioste publie son poème pour la première fois en 1516, en 40 chants, mais il ne cesse de le retoucher, et en 1532, en donne une édition augmentée de six chants.

### Ferrare
L'Arioste écrit son chef-d'œuvre chevaleresque, Orlando furioso, à Ferrare, et c'est dans cette ville qu'il situe sa comédie satirique La Lena. Dans celle-ci, les garde-chasse de la cour vendent subrepticement des faisans qu'ils ont braconnés sur les terres du duc, sous le regard de la statue silencieuse de Borso d'Este.

## Les comédies
- La Cassaria, 1508
- I Suppositi, 1509
- Il Negromante, 1520
- La Lena, 1529
- I Studenti, non terminée.

Escroquerie et mauvaises mœurs, tel est au reste le fonds le plus commun de ce qu'on nomme comédie d'intrigue, Pierre-Louis Ginguené, Histoire littéraire de l'Italie, t. VI, Paris, Michaud, 1813, p. 195.

## Œuvres traduites en français
- Roland furieux, traduction du Comte de Tressan librairie de la Bibliothèque Nationale Paris 1876 en 46 chants et 2 volumes
- Roland furieux, traduction et notes de Michel Orcel, préface d'Italo Calvino, Le Seuil, Paris, 2000.
- Roland furieux, édition bilingue, introduction, traduction et notes par André Rochon, 4 volumes, Les Belles Lettres, 1998-2002.
- Roland furieux, préface d'Yves Bonnefoy, traduction de Francisque Reynard, chronologie et index analytique de Jean-Michel Gardair, Paris, Gallimard, 2003
- Satires, traduction et notes de Béatrice Arnal, Arles, Éditions Sulliver, 1997.
- Les Satires de l'Arioste, introduction, traduction, commentaires et notes de Michel Paoli, Grenoble, Ellug, 2003,  (ISBN 2-843-10045-3)
- La Lena ou l'entremetteuse, traduction de Cécile Berger et Jean-François Lattarico, Allia, Paris, 1999.
- Roland furieux, traduction de M.V. Philipon de la Madelaine, J.Mallet et Cie éditeurs, 1844.

## Hommage
- Une rue de Paris porte son nom.

## Colloque
En mars 2009 a été organisé à l'Auditorium du Louvre, par Michel Paoli et Monica Preti-Hamard, un colloque intitulé L'Arioste et les arts.